# Kasimbazar
Kasimbazar o Cossimbazar és una ciutat de cens de l'Índia a Bengala Occidental, districte de Murshidabad. La seva població (2001) era de 10.175 habitants (1.262 el 1901), però havia arribat a ser un gran mercat i diferents estats europeus hi havien establert factories. Fins i tot el riu Bhagirathi fou anomenat Kasimbazar i el triangle entre el Bhagirati, Padma i Jalangi fou anomenat illa de Kasimbazar. El seu nom derivaria del seu llegendari fundador Kasin Khan. La seva època daurada se situa entre la ruïna de Satgaon i l'emergència de Calcuta.

## Història
El primer agent britànic a la ciutat fou nomenat el 1658. El 1681 Job Charnock, futur fundador de Calcuta, fou cap de la factoria. El 1686 la factoria fou confiscada pel nawab de Bengala però fou retornada al cap d'un any o dos.
El 1757 fou conquerida sense lluita pel nawab Siraj al-Dawla i el resident Watts i el seu ajudant Warren Hastings foren enviats presoners a Murshidabad. Després de la batalla de Plassey, va tornar als britànics i va recuperar la seva importància comercial; l'administració fou confiada a l'agent a la cort del nawab a Murshidabad. Al començament del segle XIX va començar la decadència quan el clima per raons desconegudes havia esdevingut; la reducció dels conreus va portar a l'avanç de les zones salvatges; el 1813 el canvi de curs del riu Bhagirathi (que en endavant va passar a 3 km a l'oest de la ciutat) li va portar el cop definitiu; el canal va restar com una maresma pestilent, va aparèixer la malària i la ciutat es va despoblar. La tomba de la primera dona de Warren Hastings és un record que es conserva a la ciutat. El 1829 la població era de 3.528 habitants.

## Kasimbazar Raj
La ciutat era seu del maharajà de Cossimbazar descendent de Kanta Babu un venedor d'espècies i després gran comerciant, i el seu palau resta a la ciutat.

## Llista de maharajàs
- Krishnakanta Nandi (Kanta Babu) mort 1794.
- Maharaja Loknath Nandi 1794-1804 (va estendre el zamindari i va rebre el títol de maharajà del nawab)
- Maharaja Harinath Nandi 1804-1832 (administració per la junta de corts del 1804 al 1820)
- Maharaja Krishnanath Nandi 1833-1844 (administració per la junta de corts del 1833 al 1840)
- Interregne (administració per la junta de corts del 1844 al 1847)
- Maharaja Ashutose Nath Roy 1847-?
- Maharaja Krishna Nath Rai Bahadur ?-1871
- Maharani Swarnamoyi 1871-1897
- Maharaja Sir Manindra Chandra Nandy 1897-1929
- Maharaja Srish Chandra Nandy 1929-1952
- Maharaja Prasanta Ray 1952-1972 (abolicio dels drets 1972, manté el títol)